# 4e régiment de tirailleurs de la Garde impériale

Le 4e tirailleurs de la garde est un régiment français des guerres napoléoniennes. Il fait partie de la Jeune Garde.

## Historique du régiment
- 1809 - Créé et nommé 2e régiment de Conscrit-Grenadiers
- 1810 - 4e régiment de Tirailleurs de la Garde impériale
- 1814 - Dissout.
- 1815 - Reformé 4e Régiment de Tirailleurs de la Garde Imperiale

## Chef de corps
- 1809 : François-Isidore Darquier
- 1810 : Simon Robert
- 1813 : Jean-Nicolas-Louis Carré
- 1815 : Georges Albert

## Batailles
Ce sont les batailles principales où fut engagé très activement le régiment. Il participa évidemment à plusieurs autres batailles, surtout en 1814.
- 1812 : Campagne de Russie
  - Smolensk
  - Krasnoé,
  - Wilna
  - Kowno
- 1813 : Campagne d'Allemagne
  - Konigsberg,
  - Dresde,
  - 16-19 octobre : Bataille de Leipzig
  - Francfort
- 1814 : Campagne de France
  - La Rothière,
  - Courtrai,
  - Craonne,
  - Laon
  - Paris